# Église Notre-Dame de Gratot
Pour les articles homonymes, voir Église Notre-Dame.
L'église Notre-Dame de Gratot est un édifice catholique qui se dresse sur le territoire de la commune française de Gratot, dans le département de la Manche, en région Normandie.
L'église et le cimetière sont inscrits aux monuments historiques.

## Localisation
L'église Notre-Dame est située au centre de la commune de Gratot, à 80 m au sud-ouest des ruines du château des d'Argouges dont elle était la chapelle seigneuriale, dans le département français de la Manche.

## Description
Le chœur et le haut clocher en bâtière sont du XVe siècle. Le reste de l'édifice a été reconstruit au XVIIIe siècle.

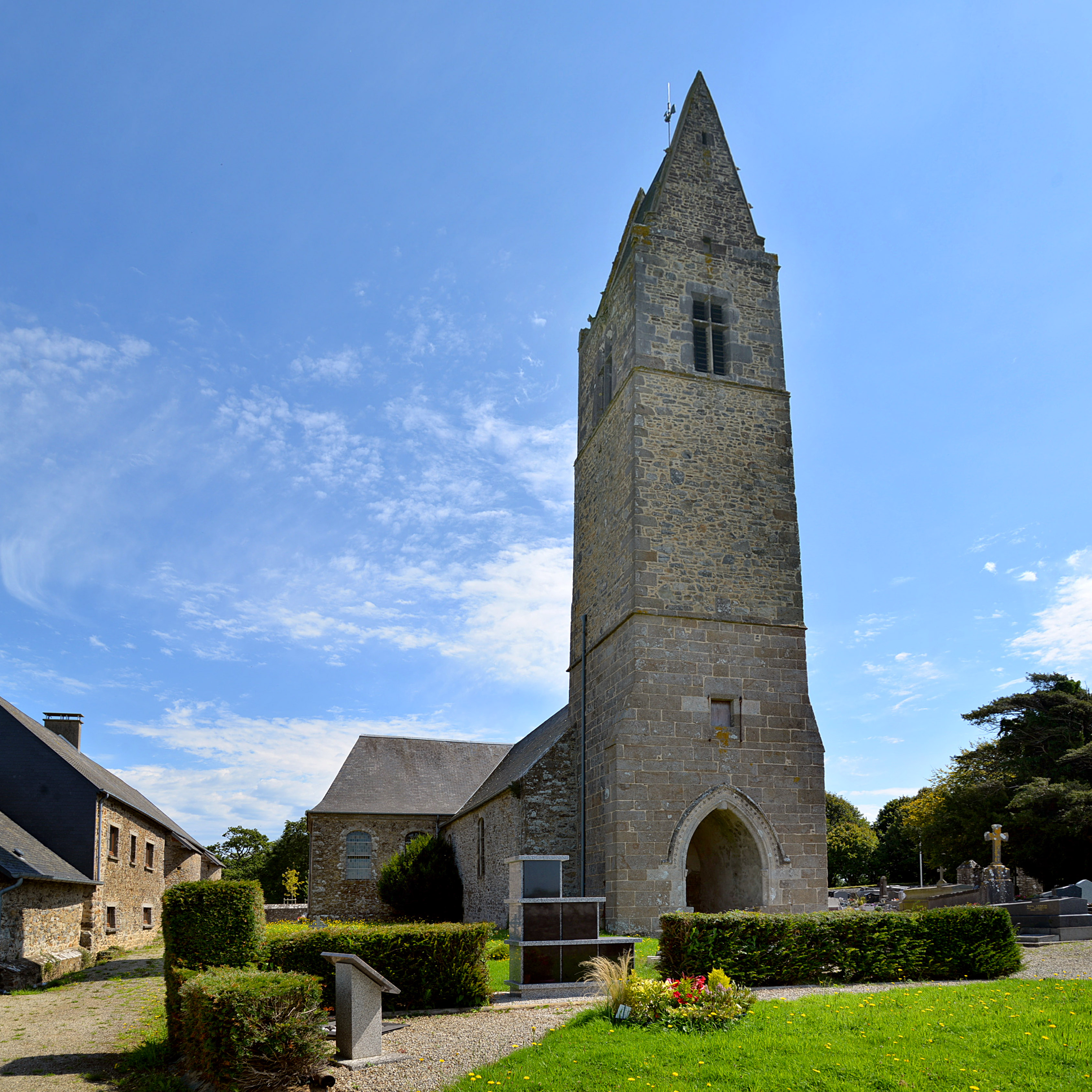
Vue occidentale.
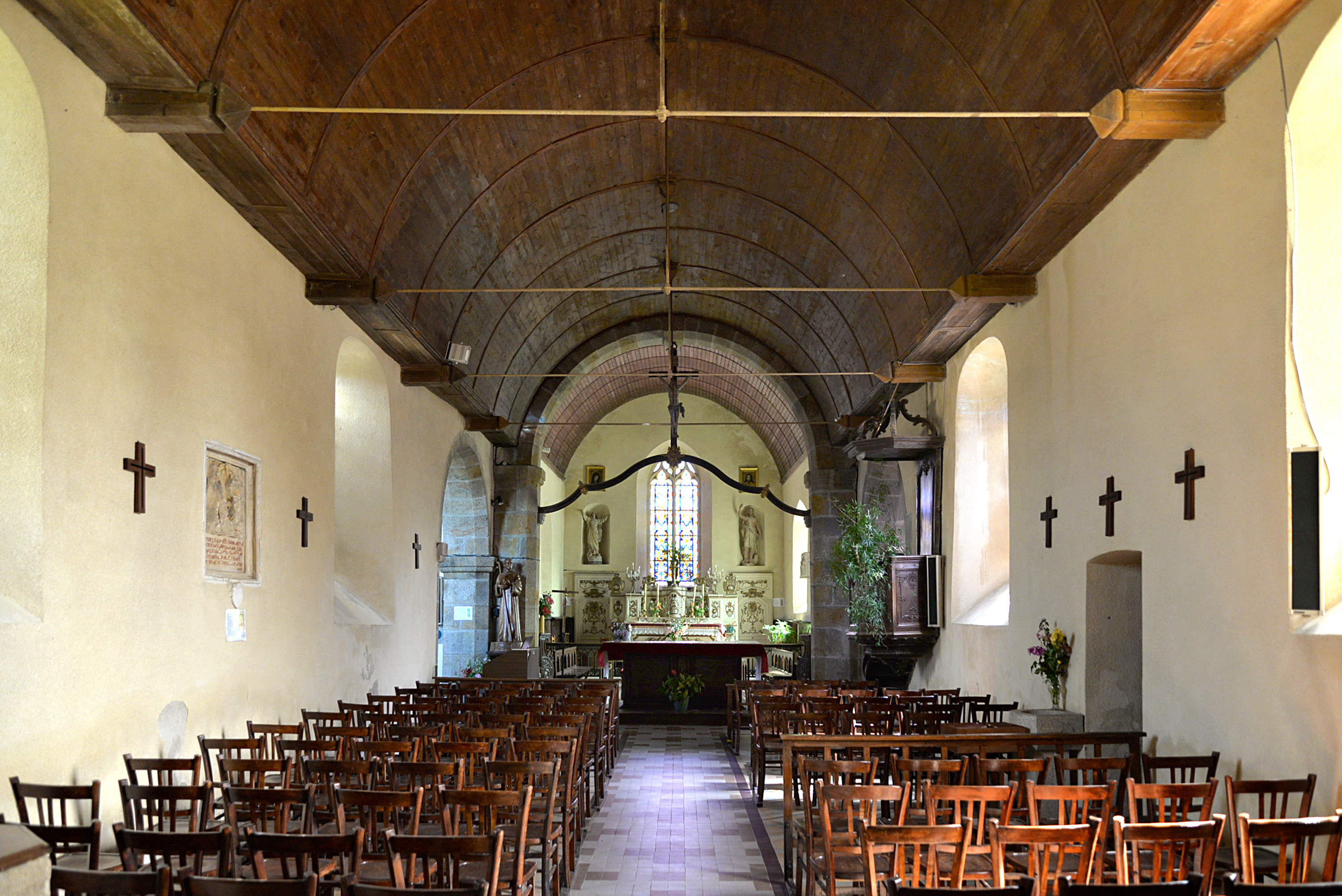
La nef.

## Protection aux monuments historiques
L'église et son cimetière sont inscrits au titre des monuments historiques par arrêté du 18 août 1949.

## Mobilier
L'église abrite diverses œuvres classées au titre objet dont : des fonts baptismaux du XVe siècle, les monuments funéraires des seigneurs d'Argouges des XVe et XVIe siècles, une Vierge à l'Enfant du XVe siècle, un tableau le Christ et la Vierge (XVIIe siècle) et L'Assomption (XVIIIe siècle) de Regnault. Sont également conservées deux statues de saint Gerbold (XVe siècle), l'une en calcaire retrouvée en 2002 sous un dallage et l'autre du XXe siècle en bois, ainsi qu'un bas-relief de la Crucifixion du XVe siècle inscrit au titre objet ,.

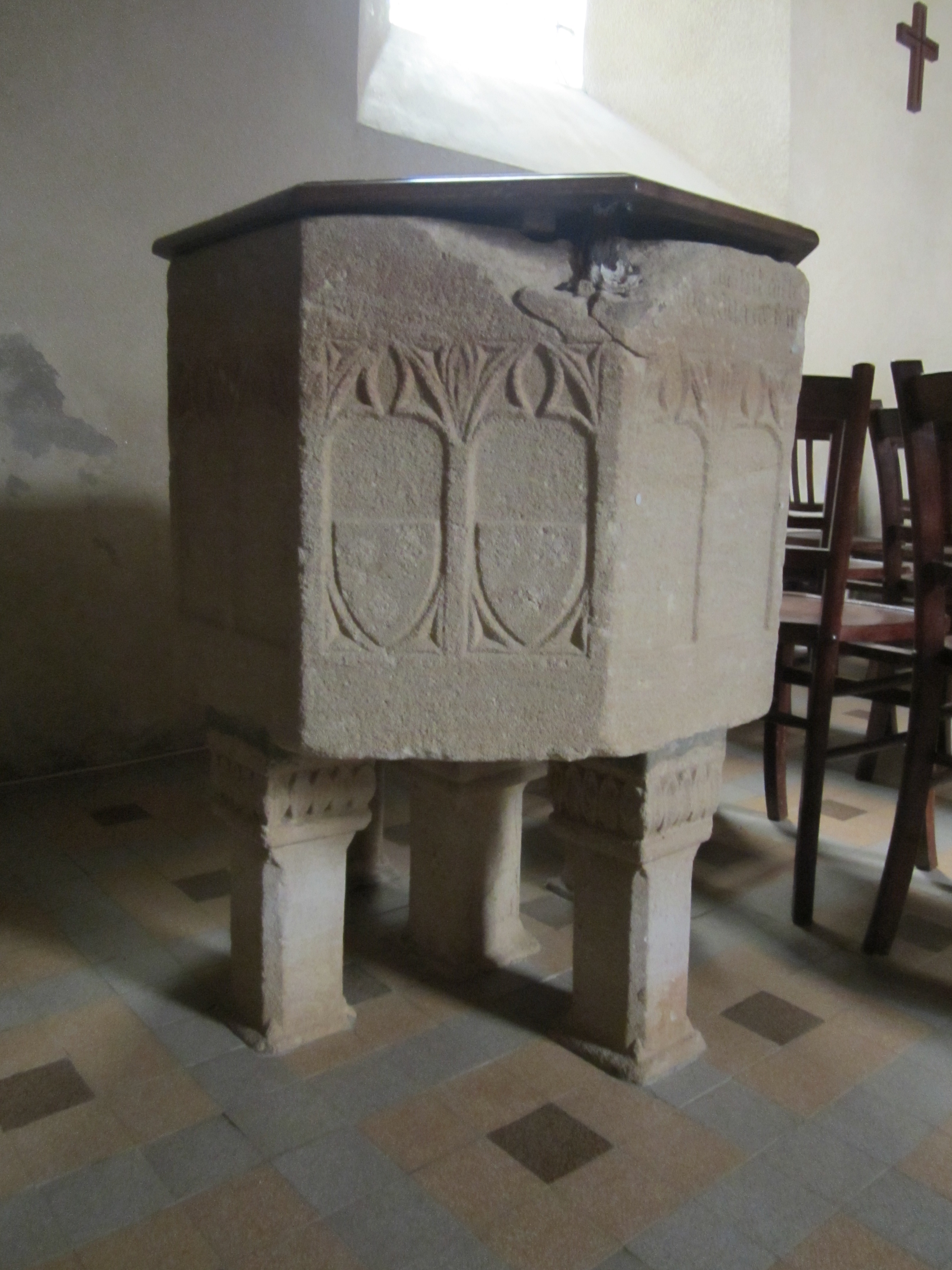
Les fonts baptismaux.
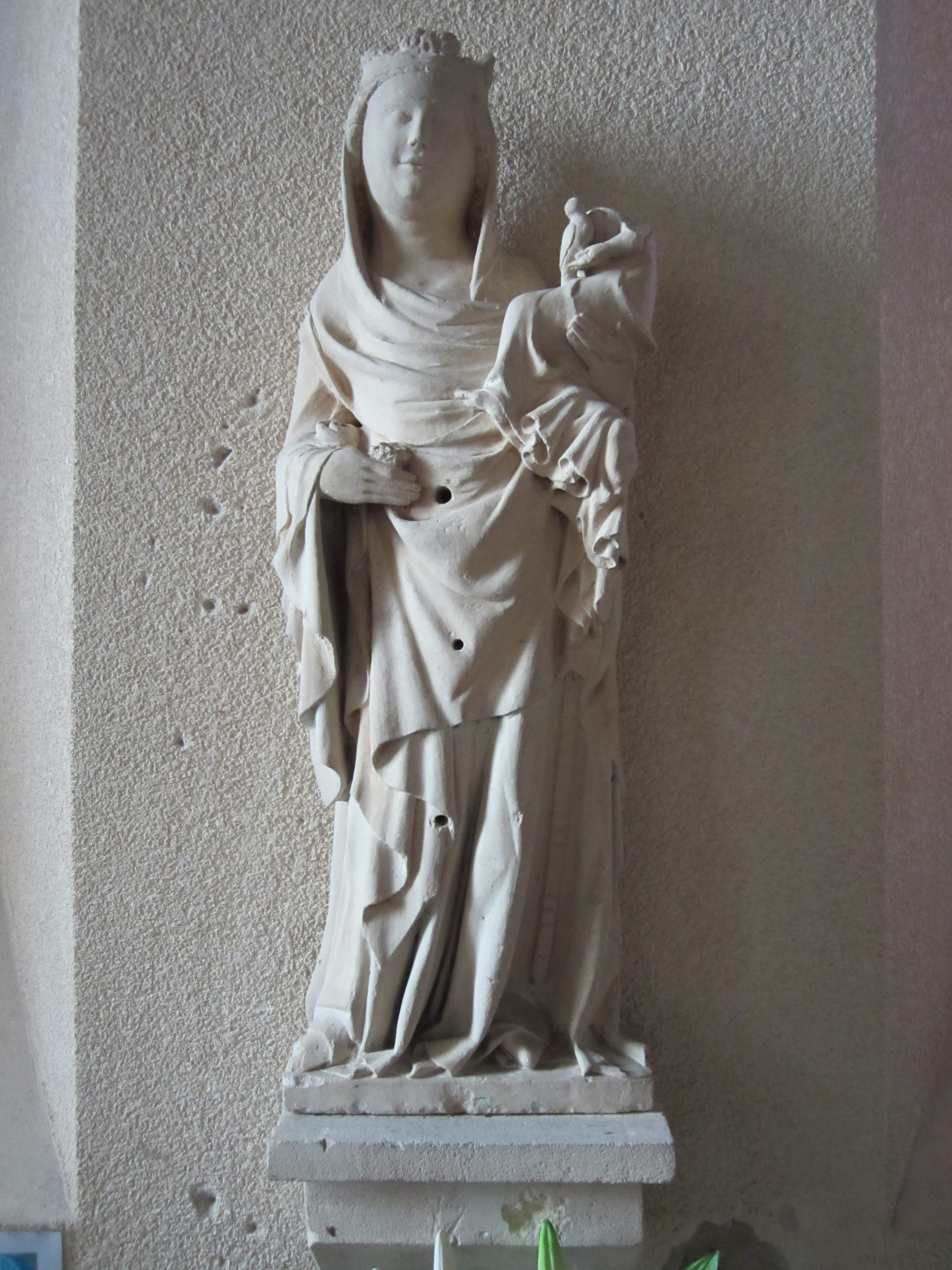
Vierge à l'Enfant du XVe siècle.
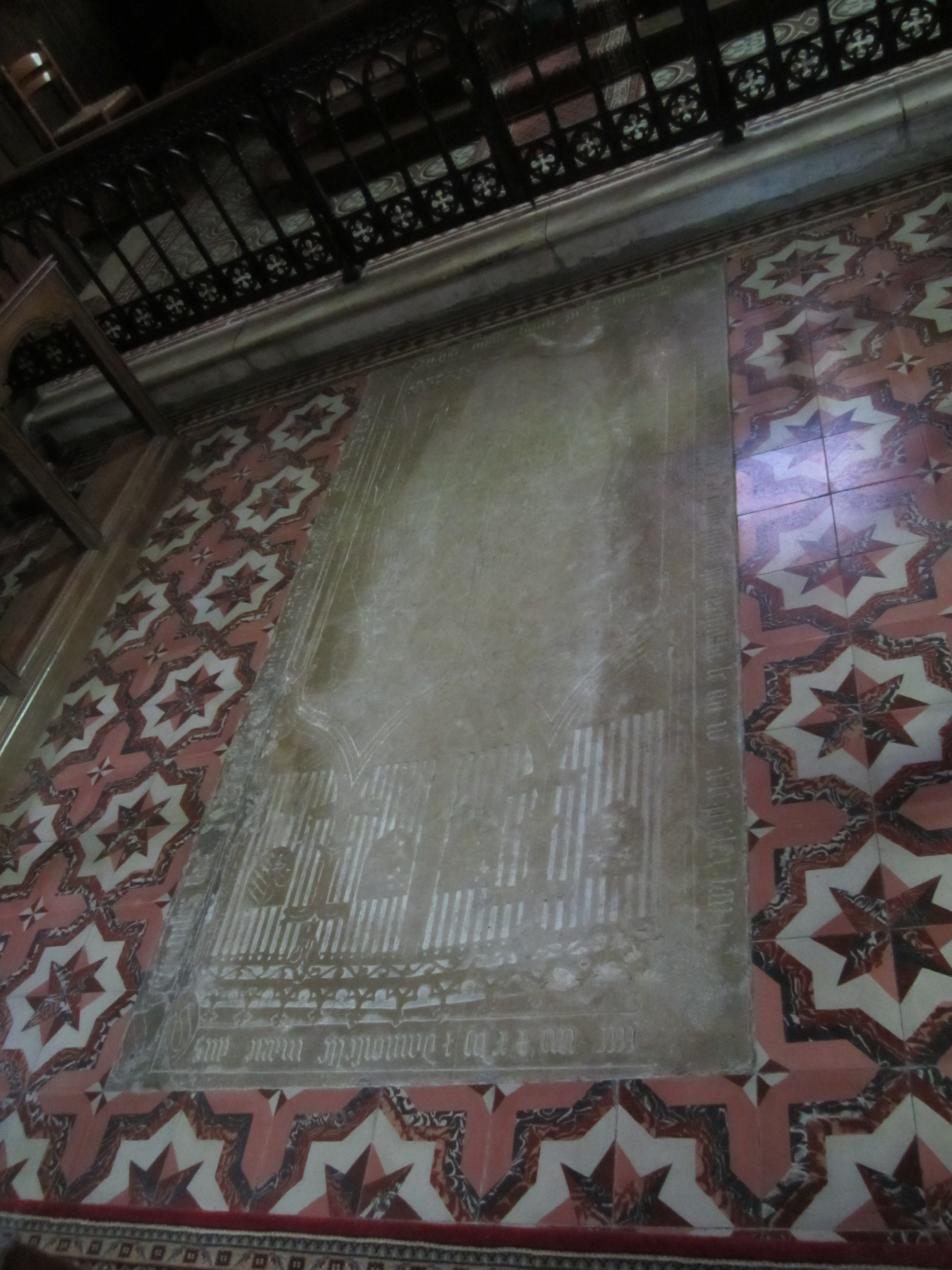
La dalle funéraire de Pierre d'Argouges.